# فرودگاه لانائی
فرودگاه لانائی (به انگلیسی: Lanai Airport) یک فرودگاه همگانی بهره‌برداری هوایی با کد یاتا LNY است که یک باند فرود آسفالت دارد و طول باند آن ۱۵۲۴ متر است. این فرودگاه در کشور ایالات متحده آمریکا قرار دارد و در ارتفاع ۳۹۹ متری از سطح دریا واقع شده است.

## شرکت‌های هواپیمایی و مقصدهای پروازی

### مسافری
| شرکت‌های هواپیمایی                            | مقصدهای پروازی              |
| -------------------------------------------- | --------------------------- |
| ʻOhana by Hawaiian اجرا توسط Empire Airlines | بین الملی هونولولو، مولوکای |